# Federico Henríquez y Carvajal
Federico Henríquez y Carvajal (Santo Domingo, 16 de septiembre de 1848-ibídem, 4 de febrero de 1952) fue un escritor, periodista y profesor de la República Dominicana.
HenríquezCarvajal era hijo de Noel Henríquez Altías, un judío sefardita de Curazao, y de Clotilde Carvajal Fernández;  tuvo 10 hermanos, incluyendo a Francisco Henríquez y Carvajal quién llegó a ser Presidente de la República Dominicana (y por lo tanto, Federico era tío de Max, Camila y Pedro Henríquez Ureña).
Casó con Carmen María Amalia García Ricardo y tuvo 10 hijos: Ángel Porfirio, Flor de María Gregoria, Fernando Abel, Luz, Carmela, Enriquillo, Federico Noel, Luis Adolfo, Salvador Colombino, y Carmita María Adelina.
Henríquez fue Rector de la Universidad de Santo Domingo y Presidente de la Academia Dominicana de la Historia. También fue presidente de la Suprema Corte de Justicia de República Dominicana y Ministro del Interior.

## Obras publicadas
Federico Henríquez y Carvajal fue autor de varias obras, entre las cuales figuran las siguientes:
1. Sobre el lugar cierto en que reposan las cenizas de Cristóbal Colón (1892)
2. Del Mediterráneo al Caribe con escalas en España y en Cuba (1905)
3. Páginas selectas (1910)
4. Cuba y Quisqueya: discursos y conferencias (1920)
5. Duarte: Próceres, héroes y mártires de la Independencia (1947)